# Anton Pfeifer

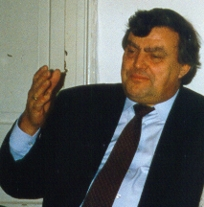
Anton Pfeifer (1997)

Anton Pfeifer (* 21. März 1937 in Villingen) ist ein deutscher Politiker (CDU). Er war von 1982 bis 1991 Parlamentarischer Staatssekretär beim Bundesminister für Bildung und Wissenschaft und von 1991 bis 1998 Staatsminister im Bundeskanzleramt unter Helmut Kohl. 

## Leben und Beruf
Nach dem Abitur 1956 am Eberhard-Ludwigs-Gymnasium in Stuttgart absolvierte Pfeifer ein Studium der Rechtswissenschaft in Tübingen und Bonn, welches er 1959 mit dem ersten und 1963 mit dem zweiten juristischen Staatsexamen beendete. Er ist seit 1956 Mitglied der katholischen Studentenverbindung AV Guestfalia Tübingen im Cartellverband (CV). 1964 trat er als Gerichtsassessor beim Amtsgericht Reutlingen in den Dienst des Landes Baden-Württemberg ein und wurde kurz darauf in den parlamentarischen Beratungsdienst des baden-württembergischen Landtages abgeordnet. Von 1965 bis 1969 war er persönlicher Referent des Kultusministers von Baden-Württemberg Wilhelm Hahn. 
Anton Pfeifer ist verheiratet und hat zwei Kinder.

## Partei

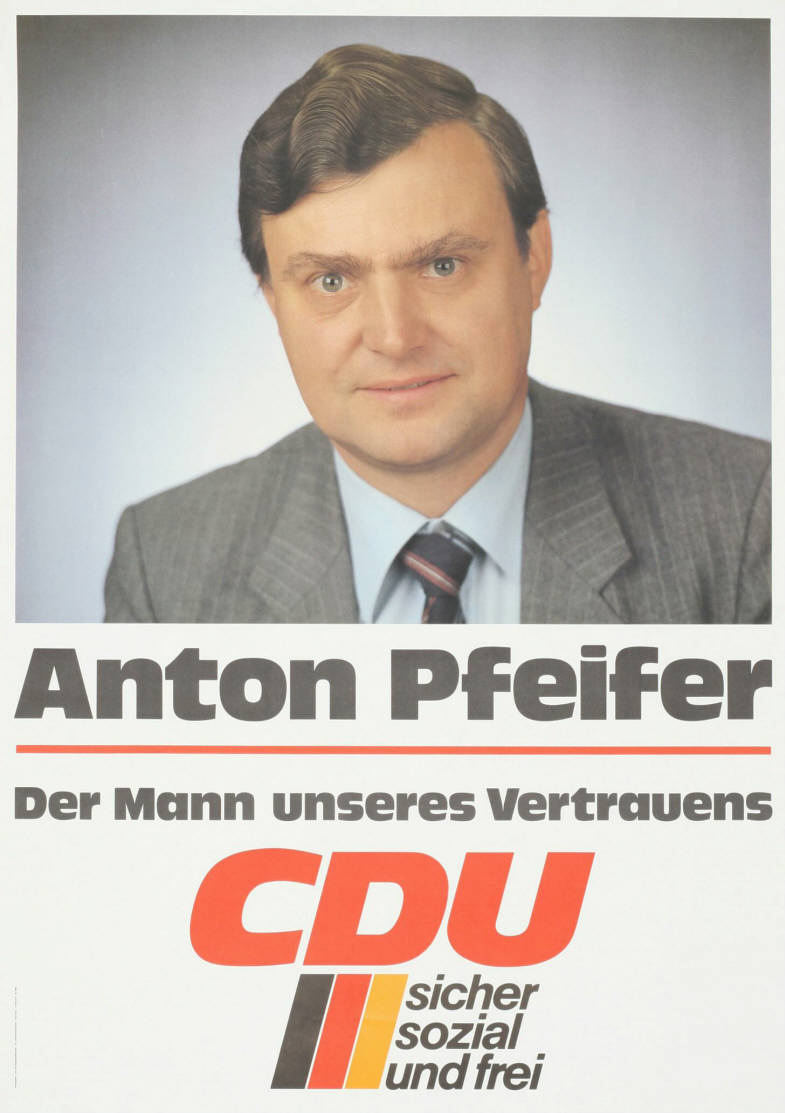
Kandidatenplakat zur Bundestagswahl 1983

Als Student engagierte sich Pfeifer zunächst beim Ring Christlich-Demokratischer Studenten (RCDS), dessen Vorsitzender in Tübingen er 1957 war. 1959 wurde er auch Mitglied der CDU. Von 1967 bis 1972 war er Landesvorsitzender der Jungen Union in Baden-Württemberg.

## Abgeordneter
Von 1969 bis 2002 war Pfeifer Mitglied des Deutschen Bundestages. Hier war er von 1972 bis 1982 als Vorsitzender der Fraktionsarbeitsgruppe für Bildung und Forschung auch Mitglied des Vorstandes der CDU/CSU-Bundestagsfraktion. Er ist stets als direkt gewählter Abgeordneter des Wahlkreises Reutlingen in den Bundestag eingezogen.

## Öffentliche Ämter
Nach der Wahl von Helmut Kohl zum Bundeskanzler wurde Pfeifer am 4. Oktober 1982 als Parlamentarischer Staatssekretär beim Bundesminister für Bildung und Wissenschaft in die Bundesregierung berufen. Nach der Bundestagswahl 1987 war er ab dem 12. März 1987 in gleicher Funktion beim Bundesminister für Jugend, Familie, Frauen und Gesundheit tätig. Nach der Bundestagswahl 1990 wurde er schließlich am 24. Januar 1991 zum Staatsminister beim Bundeskanzler ernannt und schied dann nach der Bundestagswahl 1998 am 26. Oktober 1998 aus der Bundesregierung aus.

## Ehrenämter
Pfeifer ist ehrenamtlich tätig als Vorsitzender des Kuratoriums des Internationalen Bunds (IB) in Frankfurt am Main, Stellv. Vorsitzender der Konrad-Adenauer-Stiftung in St. Augustin (1989–2009), der Stiftung „Haus der Geschichte der Bundesrepublik Deutschland“ in Bonn sowie Ehrenvorsitzender des Vereins Abendrealschule Rottenburg, Staatlich anerkannte Ersatzschule in Rottenburg am Neckar.

## Auszeichnungen
- 1978: Großes Bundesverdienstkreuz
- 1998: Verdienstorden des Landes Baden-Württemberg
- 2010: Komtur mit Stern des Silvesterorden[1]